# Liste der Biografien/Meyer, G
Liste der Biografien |
Portal Biografien |
G Personensuche
# |
A |
B |
C |
D |
E |
F |
G |
H |
I |
J |
K |
L |
M |
N |
O |
P |
Q |
R |
S |
T |
U |
V |
W |
X |
Y |
Z |
?
 
Ma |
Mb |
Mc |
Md |
Me |
Mf |
Mg |
Mh |
Mi |
Mj |
Mk |
Ml |
Mm |
Mn |
Mo |
Mp |
Mq |
Mr |
Ms |
Mt |
Mu |
Mv |
Mw |
Mx |
My |
Mz
 
Mea–Mee |
Mef |
Meg |
Meh |
Mei |
Mej |
Mek |
Mel |
Mem |
Men |
Meo |
Mep |
Mer |
Mes |
Met |
Meu |
Mev |
Mew |
Mex |
Mey |
Mez
 
Meyb |
Meyd |
Meye |
Meyf |
Meyg |
Meyh |
Meyi |
Meyj |
Meyk |
Meyl |
Meyn |
Meyo |
Meyp |
Meyr |
Meys |
Meyt |
Meyz
 
Meyen |
Meyer
 
Meyer, A |
Meyer, B |
Meyer, C |
Meyer, D |
Meyer, E |
Meyer, F |
Meyer, G |
Meyer, H |
Meyer, I |
Meyer, J |
Meyer, K |
Meyer, L |
Meyer, M |
Meyer, N |
Meyer, O |
Meyer, P |
Meyer, R |
Meyer, S |
Meyer, T |
Meyer, U |
Meyer, V |
Meyer, W |
Meyer, Y |
Meyer, Z |
Meyerb |
Meyerd |
Meyere |
Meyerf |
Meyerh |
Meyeri |
Meyerl |
Meyerm |
Meyern |
Meyero |
Meyerr |
Meyers
Die Liste der Biografien führt alle Personen auf, die in der deutschsprachigen Wikipedia einen Artikel haben. Dieses ist eine Teilliste mit 69 Einträgen von Personen, deren Namen mit den Buchstaben „Meyer, G“ beginnt.

## Meyer, G

### Meyer, Ga
- Meyer, Gabriele (* 1966), deutsche Gesundheits- und Pflegewissenschaftlerin und Hochschullehrerin
- Meyer, Gabriele Undine (* 1955), deutsche Künstlerin
- Meyer, Gabrielle (1947–2018), französische Sprinterin

### Meyer, Ge
- Meyer, Georg (1834–1905), deutscher Eisenbahningenieur und Hochschullehrer
- Meyer, Georg (1834–1907), deutscher Architekt und Bauunternehmer
- Meyer, Georg (1841–1900), deutscher Jurist, Hochschullehrer und Politiker (NLP), MdR
- Meyer, Georg (* 1868), deutscher Sportschütze
- Meyer, Georg (1872–1950), deutscher Politiker und Mitglied des Bayerischen Landtags (1919–1920)
- Meyer, Georg (1880–1943), deutscher Jurist und Ministerialbeamter
- Meyer, Georg (1889–1968), deutscher Politiker (SPD), MdA
- Meyer, Georg (1893–1926), deutscher Offizier der Fliegertruppe
- Meyer, Georg (* 1948), deutscher Zahnmediziner
- Meyer, Georg Christian Lorenz (1787–1866), deutscher Kaufmann
- Meyer, Georg Christian Ludolph (1742–1812), deutscher Händler, Brauer, Bürgerrepräsentant, Senator und Kämmerer
- Meyer, Georg Conrad (1774–1816), Publizist und deutscher Jakobiner
- Meyer, Georg F. W. (1782–1856), deutscher Botaniker
- Meyer, Georg Franz (* 1917), österreichischer KZ-Arzt und SS-Obersturmführer
- Meyer, Georg Friedrich (1645–1693), Schweizer Geodät, Mathematiker und Kartograph
- Meyer, Georg Friedrich († 1779), Figuren-, Bildnis- und Landschaftsmaler, Zeichner und Kupferstecher
- Meyer, Georg Heinrich (1872–1931), deutscher Verleger und Verlagsbuchhändler
- Meyer, Georg Hermann von (1815–1892), deutscher Anatom
- Meyer, Georg Theodor (1798–1870), deutscher Advokat, Dichterjurist und Politiker
- Meyer, George (1828–1889), deutscher Richter in Hannover und Preußen, Reichsgerichtsrat
- Meyer, George (1860–1923), deutscher Mediziner
- Meyer, George (* 1956), US-amerikanischer Drehbuchautor
- Meyer, George von Lengerke (1858–1918), US-amerikanischer Politiker (Republikanische Partei)
- Meyer, George W. (1884–1959), US-amerikanischer Songwriter
- Meyer, Gerald (* 1964), deutscher Fernsehmoderator und JournalistGerald Meyer (* 1964)

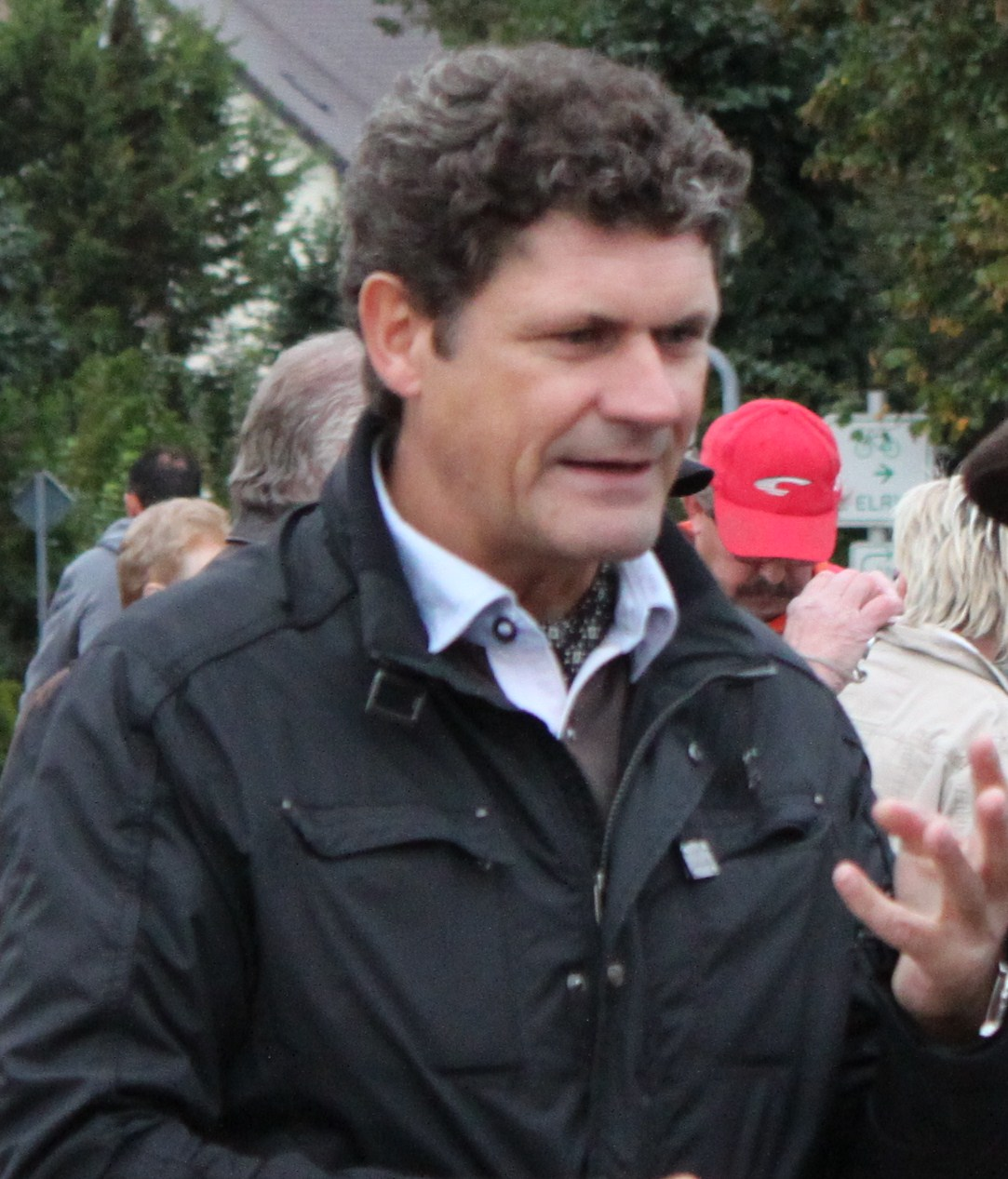
Gerald Meyer (* 1964)

- Meyer, Gerd (1894–1987), deutscher Maler
- Meyer, Gerd (* 1937), deutscher Brigadegeneral des Heeres der Bundeswehr
- Meyer, Gerd (* 1942), deutscher Politikwissenschaftler
- Meyer, Gerd (* 1944), deutscher Politiker (CDU), MdL
- Meyer, Gerd (1946–2021), deutscher Leiter eines Bürgerhauses und Friedensaktivist
- Meyer, Gerhard (1774–1855), deutscher Kaufmann und Bremer Bauherr am Bremer Dom
- Meyer, Gerhard (1900–1984), deutscher Historiker, Bibliothekar und Direktor der (späteren) Gottfried Wilhelm Leibniz Bibliothek – Niedersächsische Landesbibliothek
- Meyer, Gerhard (1903–1973), deutscher Ökonom
- Meyer, Gerhard (1909–1994), deutscher lutherischer Geistlicher, Landessuperintendent des Sprengels Ostfriesland der Evangelisch-lutherischen Landeskirche Hannovers
- Meyer, Gerhard (1910–1971), deutscher Unternehmer, Kaufmann und Erfinder
- Meyer, Gerhard (1915–2002), deutscher Schauspieler, Regisseur und Intendant
- Meyer, Gerhard (1919–1942), deutscher Arbeiter und Widerstandskämpfer gegen den Nationalsozialismus
- Meyer, Gerhard (1930–2010), deutscher Diplomat, Botschafter der DDR
- Meyer, Gerhard (* 1949), deutscher Bischof
- Meyer, Gerhard (* 1952), deutscher Suchtforscher und Hochschullehrer
- Meyer, Gerhard (* 1957), deutscher Physiker
- Meyer, Gerhard Lucas (1830–1916), deutscher Unternehmer in der Montanindustrie
- Meyer, Gerhard Moritz (1937–2016), deutscher Politiker (FDP), MdHB, Senator
- Meyer, Gerhard Rudolf (1908–1977), deutscher Vorderasiatischer Archäologe, MdV
- Meyer, Gero (* 1978), deutscher Voltigierer
- Meyer, Gerold (1729–1810), Schweizer Benediktinermönch, Fürstabt des Klosters Muri
- Meyer, Gert (* 1943), deutscher Politikwissenschaftler und Historiker
- Meyer, Gert (* 1946), deutscher Fußballspieler und -trainer
- Meyer, Gertrud (1898–1975), deutsche Autorin und Antifaschistin
- Meyer, Gertrud (1914–2002), deutsche Widerstandskämpferin, Lebens- und Weggefährtin von Willy Brandt

### Meyer, Go
- Meyer, Gottlieb (1855–1940), Schweizer Druckereiunternehmer und Verleger
- Meyer, Gottlob Wilhelm (1768–1816), deutscher lutherischer Theologe, Geistlicher und Hochschullehrer

### Meyer, Gr
- Meyer, Gregor (* 1979), deutscher Pianist und Chorleiter
- Meyer, Greta (1883–1965), deutschamerikanische Film- und Theaterschauspielerin
- Meyer, Grethe (1918–2008), dänische Architektin und Designerin

### Meyer, Gu
- Meyer, Guido (* 1959), deutscher Theologe
- Meyer, Günter (1927–2015), deutscher Eisenbahnfotograf
- Meyer, Günter (* 1935), deutscher Politiker (CDU)
- Meyer, Günter (* 1940), deutscher Darsteller, Regisseur, Drehbuchautor und Vorlagengeber
- Meyer, Günter (* 1946), deutscher Geograph
- Meyer, Gustav (1813–1884), deutscher Richter und Politiker
- Meyer, Gustav (1816–1877), deutscher Garten- und Landschaftsarchitekt, Städtischer Gartendirektor in BerlinGustav Meyer (1816–1877)

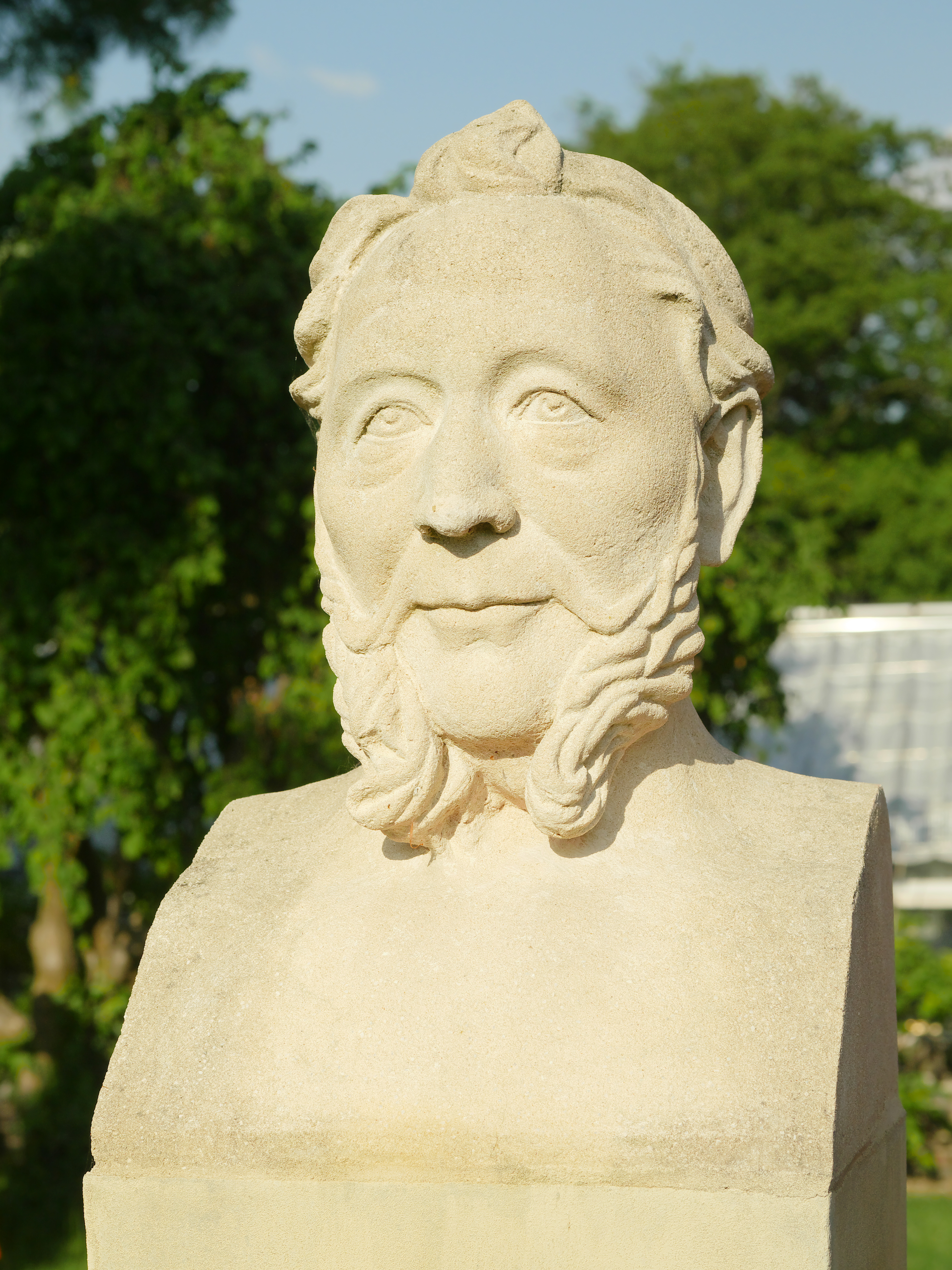
Gustav Meyer (1816–1877)

- Meyer, Gustav (1834–1909), deutscher Jurist, Justizrat, Kommunalpolitiker und Ehrenbürger von Bayreuth
- Meyer, Gustav (1850–1900), deutscher Sprachwissenschaftler, Balkanologe, Indogermanist
- Meyer, Gustav (1897–1966), Schweizer Klassischer Philologe und Bibliothekar
- Meyer, Gustav Friedrich (1878–1945), deutscher Volkskundler und Heimatforscher